# Essai d'une Nouvelle Agrostographie
Essai d'une Nouvelle Agrostographie (abreviado Ess. Agrostogr.) es un libro ilustrado con descripciones botánicas que fue editado  por el naturalista, pteridólogo, botánico, micólogo, francés Ambroise Marie François Joseph Palisot de Beauvois. Fue publicado en París en el año 1812, con el nombre de Essai d'une Nouvelle Agrostographie; ou Nouveaux Genres des Graminées; Avec Figures Représentant les Caractéres de tous le Genres. Imprimerie de Fain. 